# كشكول

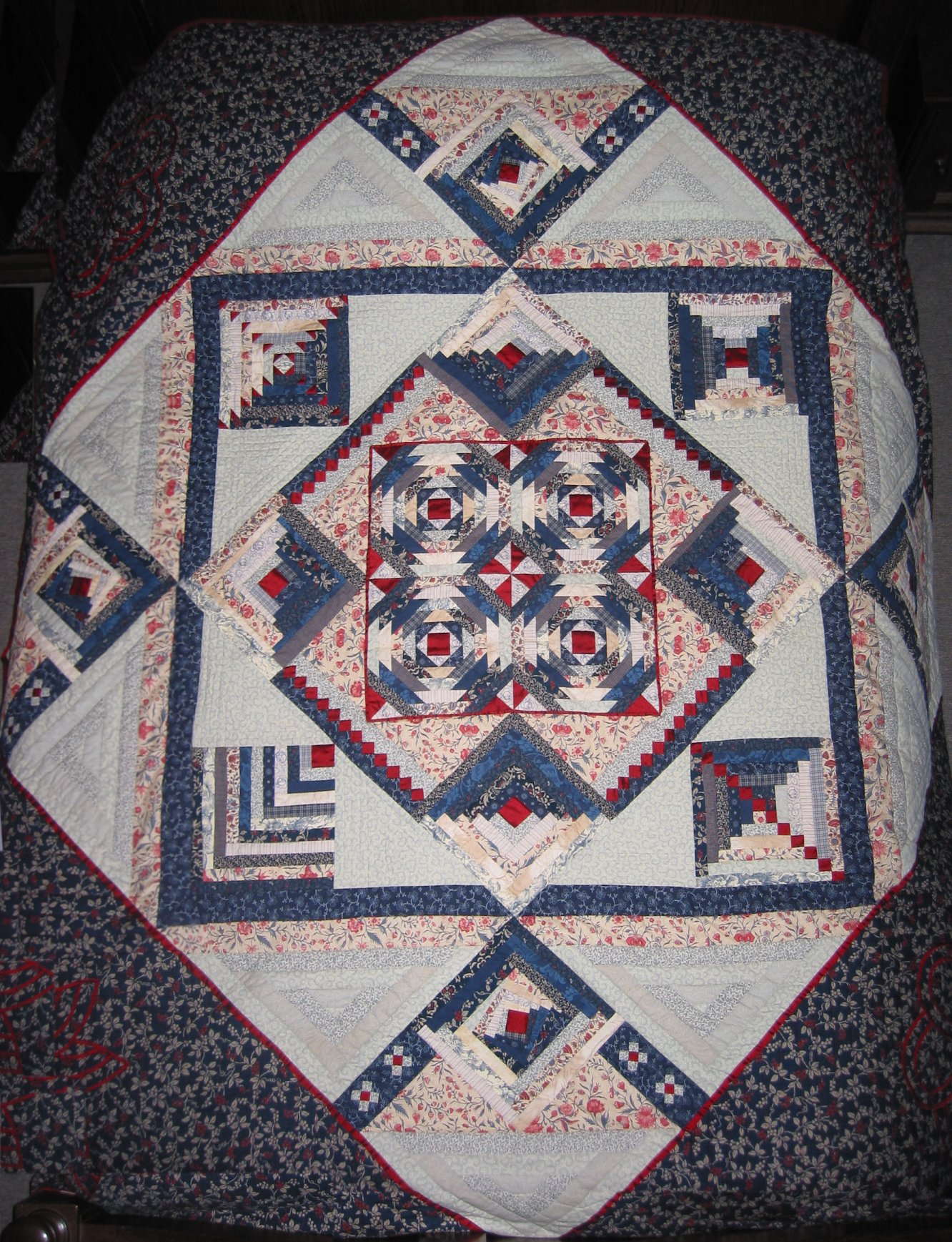
أعلى السرير المرقعة

الكشكول (بالإنجليزية: Patchwork)‏، هي تقنية خياطة تتكون من تجميع عدة قطع من الأقمشة من مختلف الأحجام والأشكال والألوان وتنسيقات لجعل أنواع مختلفة من العمل. يمكن استخدام الكشكول لعمل عدة أنواع من العناصر أو عناصر الفراش مثل الألحفة (وهذا هو الحال خاصة في أمريكا الشمالية). عن طريق القياس ، تُستخدم الكلمة أيضاً لتجميع العناصر غير المتجانسة. مثال : خليط من السكان.

## استخدامات
غالبًا ما يُستخدم الكشكول لصنع البطانيات، ولكن يمكن أيضًا استخدامه لصنع السجاد، والحقائب، والتعليقات الجدارية، والسترات الدافئة، وأغطية الوسائد، والتنانير، والصدريات وغيرها من قطع الملابس. يستعمل بعض الفنانين النسيجيين تقنية الكشكول، حيث يجمعونها في كثير من الأحيان مع التطريز وأشكال أخرى من الخياطة.
عند استخدامها لصنع بطانية، يصبح هذا التصميم الكبير للكشكول أو الترقيع هو "الجزء العلوي" من بطانية مكونة من ثلاث طبقات، حيث تكون الطبقة الوسطى الحشوة والطبقة السفلية الخلفية. وللحفاظ على عدم انزلاق الحشوة، يجري غالبًا ترقيع أو تجميع البطانية يدويًا أو بواسطة الآلة باستخدام غرزة تعمل على تحديد الأشكال الفردية التي تكون الجزء العلوي المجمع، أو يمكن أن تكون غرز الخياطة عشوائية أو أنماط عامة مُرَتَّبَة تتناقض مع تكوين الكشكول.